# Sauropus ditassoides
Sauropus ditassoides är en emblikaväxtart som först beskrevs av Johannes Müller Argoviensis, och fick sitt nu gällande namn av Airy Shaw. Sauropus ditassoides ingår i släktet Sauropus och familjen emblikaväxter. Inga underarter finns listade i Catalogue of Life.